# Campionato asiatico e oceaniano maschile under 23 di pallavolo
Il campionato asiatico e oceaniano maschile under 23 di pallavolo è una competizione pallavolistica, organizzata dall'AVC, per squadre nazionali asiatiche e oceaniane, riservata a giocatori con un'età inferiore di 23 anni.

## Edizioni
| Edizione      | Edizione      | Podio         | Podio         | Podio         |
| Anno          | Organizzatore | Campione      | Seconda       | Terza         |
| ------------- | ------------- | ------------- | ------------- | ------------- |
| 2015 Dettagli | Birmania      | Iran          | Corea del Sud | Taipei cinese |
| 2017 Dettagli | Iran          | Iran          | Giappone      | Taipei cinese |
| 2019 Dettagli | Birmania      | Taipei cinese | India         | Giappone      |

## Medagliere
| Pos. | Squadra       | 1º posto | 2º posto | 3º posto | Totale |
| ---- | ------------- | -------- | -------- | -------- | ------ |
| 1    | Iran          | 2        | -        | -        | 2      |
| 2    | Taipei cinese | 1        | -        | 2        | 3      |
| 3    | Giappone      | -        | 1        | 1        | 2      |
| 4    | Corea del Sud | -        | 1        | -        | 1      |
| 4    | India         | -        | 1        | -        | 1      |